# Danh sách dòng tu Công giáo
Sau đây là danh sách thống kê chưa đầy đủ các Dòng tu và Hội truyền giáo Công giáo Rôma.
| Viết tắt     | Tên tiếng Anh                                                                    | Tên tiếng Việt                                                        | Người sáng lập                                   | Năm sáng lập                          | Ghi chú |
| ------------ | -------------------------------------------------------------------------------- | --------------------------------------------------------------------- | ------------------------------------------------ | ------------------------------------- | --- |
| LHC          | The Lovers of the Holy Cross Thuduc                                              | [./Https://www.mtgthuduc.net/index/ Dòng Mến Thánh Giá Thủ Đức]       | Đức Cha Lambert de la motte                      | 1965                                  | Tước hiệu: "Đức Giêsu Kitô Chịu-Đóng-Đinh là đối tượng duy nhất của lòng trí chúng con"                                                       |
| O.A.D.       | Order of Discalced Augustinian                                                   | Dòng Thánh Augustinô đi chân đất                                      |                                                  |                                       | |
| CMF          | Congratulations messenger of Fatima                                              | Dòng sứ giả Fatima                                                    | Giuse Trần Ngọc Diệp                             | 2017                                  | dòng sống theo sứ điệp Đức Mẹ hiện ra tại Fatima và tận hiến cho Mẹ.                                                                          |
| A.A.         | Augustinians of the Assumption (Assumptionists)                                  | Dòng Augustinô Đức Mẹ Lên Trời                                        |                                                  |                                       | |
| A.A.S.C.     | Handmaids of the Blessed Sacrament & of Charity                                  | Dòng Tiểu Muội Thánh Thể & Bác Ái                                     | Magdeleine Hutin                                 | 1939                                  | |
| A.A.S.C.     | Handmaids of the Sacred Heart of Jesus                                           | Dòng Tiểu Muội Thánh Tâm Chúa Giêsu                                   | Magdeleine Hutin                                 | 1939                                  | |
| A.J.         | Apostles of Jesus                                                                | Dòng Tông Đồ Chúa Giêsu                                               |                                                  |                                       | |
| A.S.C.       | Adorers of the Blood of Christ                                                   | Dòng Tôn Kính Máu Chúa Kitô                                           |                                                  |                                       | |
| A.S.C.J.     | Apostles of the Sacred Heart of Jesus                                            | Dòng Tông Đồ Thánh Tâm Chúa Giêsu                                     |                                                  |                                       | |
| B.G.S.       | Little Brothers of the Good Shepherd                                             | Dòng Tiểu Đệ Mục Tử Nhân Lành                                         |                                                  |                                       | |
| B.S.P.       | Brothers and Sisters of Penance of St. Francis                                   | Dòng Nam/Nữ Thánh Phanxicô Xám Hối                                    |                                                  |                                       | |
| B.V.M.       | Sisters of Charity of the Blessed Virgin Mary                                    | Dòng Nữ Tử Bác Ái Trinh Nữ Maria                                      |                                                  |                                       | |
| C.B.S.       | Sisters of Bon Secours de Paris                                                  | Dòng Các Nữ Tu Bon Secours tại Paris                                  |                                                  |                                       | |
| C.B.S.       | Congregation of the Sisters of the Blessed Sacrament                             | Dòng Các Nữ Tu Mình Thánh Chúa                                        |                                                  |                                       | |
| C.C.R.       | Congregation of Carmelite Religious                                              | Dòng Camêlô                                                           |                                                  |                                       | |
| C.C.V.I.     | Sisters of Charity of the Incarnate Word                                         | Dòng Nữ Tử Bác Ái Ngôi Lời Nhập Thể                                   |                                                  |                                       | |
| C.D.P.       | Sisters of Divine Providence                                                     | Dòng Chúa Quan Phòng                                                  |                                                  |                                       | |
| C.F.A.       | Alexian Brothers                                                                 | Dòng Các Thầy Alexian                                                 |                                                  |                                       | |
| C.F.I.C.     | Congregation of Franciscans of the Immaculate Conception                         | Dòng Phanxicô Vô Nhiễm                                                |                                                  |                                       | |
| C.F.R.       | Franciscan Friars of the Renewal                                                 | Dòng Phanxicô Cải Cách                                                |                                                  |                                       | |
| C.F.X.       | Congregation of Xaverian Brothers                                                | Dòng Các Thầy Xaverian                                                |                                                  |                                       | |
| C.H.M.       | Congregation of the Humility of Mary                                             | Dòng Đức Mẹ Khiêm Cung                                                |                                                  |                                       | |
| C.I.C.M.     | Congregation of the Immaculate Heart of Mary                                     | Dòng Trái Tim Vô Nhiễm Mẹ Maria                                       |                                                  |                                       | |
| C.J.         | Josephite Fathers                                                                | Dòng Các Cha Thánh Giuse                                              |                                                  |                                       | |
| C.J.C.       | Sisters of Jesus Crucified                                                       | Dòng Các Nữ Tu Chúa Giêsu Chịu Đóng Đinh                              |                                                  |                                       | |
| C.J.M.       | Congregation of Jesus and Mary                                                   | Dòng Chúa Giêsu và Mẹ Maria                                           |                                                  |                                       | |
| C.M.F.       | Missionary Sons of the Immaculate Heart of Mary (Claretians)                     | Dòng Nam Tử Thừa Sai Trái Tim Vô Nhiễm Đức Maria                      |                                                  |                                       | |
| C.M.I.       | Carmelites of Mary Immaculate                                                    | Dòng Camêlô Vô Nhiễm Mẹ Maria                                         |                                                  |                                       | |
| C.M.M.C      | Congregation of Mary Mother of the Church                                        | Dòng Đức Mẹ, Mẹ của Giáo hội                                          |                                                  |                                       | |
| C.M.R.I      | Congregation of Mary Immaculate Queen                                            | Dòng Nữ Vương Vô Nhiễm Maria                                          |                                                  |                                       | |
| C.M.S.F.     | Missionary Congregation of St. Francis of Assisi                                 | Dòng Truyền giáo Thánh Phanxicô thành Assisi                          |                                                  |                                       | |
| C.O.         | Congregation of the Oratory (Oratorians)                                         | Dòng Các Cha Diễn Thuyết                                              |                                                  |                                       | |
| C.P.         | Congregation of the Passion (Passionists)                                        | Dòng Khổ Nạn Chúa Giêsu                                               |                                                  |                                       | |
| C.P.M.       | Congregation of the Fathers of Mercy                                             | Dòng Các Cha Nhân Từ                                                  |                                                  |                                       | |
| C.P.S.       | Missionary Sisters of the Precious Blood                                         | Dòng Các Nữ Tu Truyền giáo Máu Chúa Kitô                              |                                                  |                                       | |
| C.R.M.       | Congregation of the Mother of the Redeemer                                       | Dòng Mẹ Chúa Cứu Chuộc                                                | Đa Minh Maria Trần Đình Thủ                      | 1953                                  | Tên cũ là Dòng Đức Mẹ Đồng Công Cứu Chuộc (Congregation of the Mother Co-Redemptrix, C.M.C)                                                   |
| C.R.S.F.     | Sisters of St. Francis                                                           | Dòng Các Nữ Tu Phanxicô                                               |                                                  |                                       | |
| C.S.B.       | Congregation of St. Bridget                                                      | Dòng Các Nữ Tu Thánh Bridget                                          |                                                  |                                       | |
| C.S.B.       | Congregation of St. Basil (Basilian Fathers)                                     | Dòng Các Cha Thánh Basilian                                           |                                                  |                                       | |
| C.S.C.       | Congregation of the Holy Cross                                                   | Dòng Thánh Giá                                                        |                                                  |                                       | |
| C.S.C.       | Sisters of the Holy Cross                                                        | Dòng Các Nữ Tu Thánh Giá                                              |                                                  |                                       | (Dòng Thánh Tâm Huế) đấng sáng lập Đức Cha Eugène Marie Joseph Allys                                                                          |
| C.S.J.       | Congregation of St. Joseph                                                       | Dòng Thánh Giuse                                                      |                                                  |                                       | |
| C.S.J.       | Sisters of St. Joseph                                                            | Dòng Các Nữ Tu Thánh Giuse                                            |                                                  |                                       | |
| C.S.J.B.     | Congregation of St. John the Baptist                                             | Dòng Tiểu Đệ Thánh Gioan Tẩy Giả                                      |                                                  |                                       | |
| C.S.J.P.     | Sisters of St. Joseph of Peace                                                   | Dòng Các Nữ Tu Thánh Giuse Hòa Bình                                   |                                                  |                                       | |
| C.S.P.       | Congregation of St. Paul (Paulists)                                              | Dòng Thánh Phaolô                                                     |                                                  |                                       | |
| C.S.R.       | Sisters of the Holy Redeemer                                                     | Dòng Chúa Cứu Chuộc                                                   |                                                  |                                       | |
| C.Ss.R.      | Congregation of the Most Holy Redeemer (Redemptorists)                           | Dòng Chúa Cứu Thế                                                     |                                                  |                                       | |
| C.S.V.B.     | Sisters of the Savior and the Blessed Virgin Mary                                | Dòng Nữ Tu Chúa Cứu Thế và Trinh Nữ Maria                             |                                                  |                                       | |
| D.C.         | Daughters of Charity                                                             | Dòng Các Nữ Tử Bác Ái                                                 |                                                  |                                       | |
| D.C.         | Sisters of Charity of St. Vincent de Paul                                        | Dòng Các Nữ Tử Bác Ái Thánh Vinh Sơn                                  |                                                  |                                       | |
| D.C.J.       | Carmelite Sisters of the Divine Heart of Jesus                                   | Dòng Các Nữ Tu Camêlô Thánh Tâm Chúa Giêsu                            |                                                  |                                       | |
| D.D.L.       | Daughters of Divine Love                                                         | Dòng Các Nữ Tu Tình Yêu Thiên Chúa                                    |                                                  |                                       | |
| D.H.M.       | Daughters of the Heart of Mary                                                   | Dòng Các Nữ Tu Trái Tim Đức Mẹ                                        |                                                  |                                       | |
| D.H.S.       | Daughters of the Holy Spirit                                                     | Dòng Các Nữ Tu Chúa Thánh Thần                                        |                                                  |                                       | |
| D.I.H.M.     | Daughters of the Immaculate Heart of Mary                                        | Dòng Con Trái Tim Vô Nhiễm Mẹ Maria                                   |                                                  |                                       | |
| D.J.         | Daughters of Jesus                                                               | Dòng Các Nữ Tử Chúa Giêsu                                             |                                                  |                                       | |
| D.M.         | Daughters of Mary of the Immaculate Conception                                   | Dòng Con Đức Mẹ Vô Nhiễm                                              |                                                  |                                       | |
| D.W.         | Daughters of Wisdom                                                              | Dòng Nữ Tu Thông Thái                                                 |                                                  |                                       | |
| F.C.         | Brothers of Charity                                                              | Dòng Các Thầy Bác Ái                                                  |                                                  |                                       | |
| F.C.J.       | Faithful Companion of Jesus, Sisters                                             | Dòng Nữ Tu Bạn Đồng Hành Trung Thành với Chúa Giêsu                   |                                                  |                                       | |
| F.D.C.       | Daughters of Divine Charity                                                      | Dòng Các Nữ Tu Bác Ái Thiên Chúa                                      |                                                  |                                       | |
| F.E.H.J.     | Franciscan Sisters of the Eucharistic Heart of Jesus                             | Dòng Các Nữ Tu Phanxicô Trái Tim Thánh Thể Chúa Giêsu                 |                                                  |                                       | |
| F.F.S.C.     | Franciscan Brothers of the Holy Cross                                            | Dòng Các Thầy Phanxicô Thánh Giá                                      |                                                  |                                       | |
| F.I.         | Franciscan of the Immaculate                                                     | Dòng Thánh Phanxicô Thanh Khiết                                       |                                                  |                                       | |
| F.I.C.       | Franciscan Sisters of the Immaculate Conception                                  | Dòng Các Nữ Tu Phanxicô Vô Nhiễm                                      |                                                  |                                       | |
| F.J.         | Congregation of St. John                                                         | Dòng Thánh Gioan                                                      |                                                  |                                       | |
| F.M.A.       | Figlie di Maria Ausiliatrice                                                     | Dòng Con Cái Đức Mẹ Phù Hộ Các Giáo Hữu                               |                                                  |                                       | |
| F.M.S.       | Marist Brothers                                                                  | Dòng Các Thầy Maria                                                   |                                                  |                                       | |
| F.M.S.R      | Daughters of Our Lady of the Holy Rosary                                         | Dòng Con Đức Mẹ Mân Côi (Chí Hòa)                                     |                                                  |                                       | |
| F.S.         | Sisters of Our Lady of Fatima                                                    | Dòng Các Nữ Tu Đức Bà hiện ra tại Fatima                              |                                                  |                                       | |
| F.S.F.       | Daughters of St. Francis of Assisi                                               | Dòng Các Tiểu Muội Thánh Phanxicô thành Assisi                        |                                                  |                                       | |
| F.S.F.S.     | Daughters of St. Francis of Sales                                                | Dòng Các Tiểu Muội Thánh Phanxicô thành Sales                         |                                                  |                                       | |
| F.S.G.M.     | Sisters of St. George Martyrs                                                    | Dòng Các Nữ Tu Thánh George Tử Đạo                                    |                                                  |                                       | |
| F.S.M.       | Franciscan Sisters of Mary                                                       | Dòng Các Nữ Tu Phanxicô Maria                                         |                                                  |                                       | |
| F.S.P.       | Daughters of St. Paul                                                            | Dòng Thánh Phaolô                                                     |                                                  |                                       | |
| F.S.S.J.     | Franciscan Sisters of St. Joseph                                                 | Dòng Các Nữ Tu Phanxicô Thánh Giuse                                   |                                                  |                                       | |
| F.S.S.P      | Priestly Fraternity of Saint Peter                                               | Huynh Đoàn Linh Mục Thánh Phêrô                                       | Linh Mục Josef Bisig, F.S.S.P                    | 1988                                  | Hiến Pháp được Đức Giáo Hoàng Gioan Phaolô II châu phê ngày 18 tháng 10 năm 1988                                                              |
| H.C.         | Sisters of the Holy Cross                                                        | Dòng Các Nữ Tu Thánh Giá                                              |                                                  |                                       | |
| H.S.C.       | Hospitaller Sisters of the Sacred Heart of Jesus                                 | Dòng Nữ Tu Trợ Thế Thánh Tâm Chúa Giêsu                               |                                                  |                                       | |
| I.C.M.       | Societas Vitae Apostolicae Incarnatio - Consecratio - Missio                     | Nam Tu Hội Đời Sống Tông Đồ Giáo Sĩ Nhập Thể - Tận Hiến - Truyền Giáo | Linh Mục Micae Maria Nguyễn Khắc Tước (Việt Anh) | 02/02/1949                            | Hiến Pháp được Đức Giám Mục Phêrô Nguyễn Văn Nhơn - nguyên Giám mục giáo phận Đà Lạt, châu phê năm 2000                                       |
| I.C.M.       | Societas Vitae Apostolicae Incarnatio - Consecratio - Missio                     | Nữ Tu Hội Đời Sống Tông Đồ Nhập Thể - Tận Hiến - Truyền Giáo          | Linh Mục Micae Maria Nguyễn Khắc Tước (Việt Anh) | 02/02/1949                            | Hiến Pháp được Đức Giám mục Phêrô Nguyễn Văn Nhơn - nguyên Giám mục giáo phận Đà lạt, châu phê năm 1998                                       |
| I.C.M.       | Missionary Sisters of the Immaculate Heart of Mary                               | Dòng Các Nữ Tu Truyền giáo Trái Tim Vô Nhiễm Mẹ Maria                 |                                                  |                                       | |
| I.H.M.       | Sisters, Servants of the Immaculate Heart of Mary                                | Dòng Các Nữ Tu Tôi Trung Trái Tim Vô Nhiễm Mẹ Maria                   |                                                  |                                       | |
| L.B.N.       | Little Brothers of Nazareth                                                      | Dòng Các Tiểu Đệ Nazareth                                             |                                                  |                                       | |
| L.C.         | Congregation of the Legionaries of Christ                                        | Dòng Các Cha Đạo Binh Chúa Kitô                                       |                                                  |                                       | |
| L.H.C        | The Lovers of the Holy Cross Quinhon                                             | Dòng Mến Thánh Giá Qui Nhơn                                           | LAMBERT DE LA MOTTE                              | 1671                                  | Giáo phận Qui Nhơn |
| L.S.A.       | Little Sisters of the Assumption                                                 | Dòng Tiểu Muội Đức Mẹ Thăng Thiên                                     |                                                  |                                       | |
| L.S.J.       | Little Sisters of Jesus                                                          | Dòng Tiểu Muội Chúa Giêsu                                             |                                                  |                                       | |
| L.S.M.I.     | Little Servants of Mary Immaculate                                               | Dòng Tôi Tớ Vô Nhiễm Mẹ Maria                                         |                                                  |                                       | |
| L.S.P.       | Little Sisters of the Poor                                                       | Dòng Tiểu Muội Bần Cùng                                               |                                                  |                                       | |
| M. Afr.      | Missionaries of Africa                                                           | Dòng Truyền giáo tại Phi Châu                                         |                                                  |                                       | |
| M.C.         | Missionaries of Charity                                                          | Dòng Truyền giáo Bác Ái                                               |                                                  |                                       | |
| M.F.S.C.     | Missionary Sons of the Sacred Heart of Jesus                                     | Dòng Truyền giáo Trái Tim Chúa Giêsu                                  |                                                  |                                       | |
| M.F.V.A.     | Franciscan Missionaries of the Eternal Word                                      | Dòng Truyền giáo Phanxicô Lời Bất Tử                                  |                                                  |                                       | |
| M.I.         | The Order of the Ministers of the Infirm                                         | Dòng Tá viên Mục vụ Bệnh nhân                                         | Thánh Camillô Lellis (1550-1614)                 | 14-08-1582                            | |
| M.I.C.       | Congregation of the Marian Fathers of the Immaculate Conception (Marian Fathers) | Dòng Linh mục Đức Mẹ Vô Nhiễm Nguyên Tội                              | St. Stanislaus Papczynski (1631-1701)            | 11-12-1607                            | |
| M.I.H.M.     | Missionaries Immaculate Heart of Mary                                            | Dòng Truyền giáo Trái Tim Vô Nhiễm                                    |                                                  |                                       | |
| M.J.         | Missionaries of Jesus                                                            | Dòng Truyền giáo Chúa Giêsu                                           |                                                  |                                       | |
| M.J.         | Missionaries of St. Joseph                                                       | Dòng Truyền giáo Thánh Giuse                                          |                                                  |                                       | |
| M.M.         | Catholic Foreign Mission Society of America (Maryknoll)                          | Dòng Truyền giáo Nước Ngoài (Dòng Maryknoll)                          |                                                  |                                       | |
| M.S.         | Marian Sisters                                                                   | Dòng Các Nữ Tu Maria                                                  |                                                  |                                       | |
| M.S.         | Missionaries of Our Lady of LaSalette                                            | Dòng Các Cha Truyền giáo Đức Mẹ LaSalette                             |                                                  |                                       | |
| M.F.         | Missionaries of Faith                                                            | Dòng Thừa Sai Đức Tin                                                 |                                                  |                                       | |
| M.S.F.       | Congregation of Missionaries of the Holy Family                                  | Dòng Truyền giáo Thánh Gia                                            |                                                  |                                       | |
| M.S.S.       | Missionaries of the Blessed Sacrament                                            | Dòng Truyền giáo Mình Thánh Chúa                                      |                                                  |                                       | |
| M.SS.C.      | Missionaries of the Sacred Hearts of Jesus and Mary                              | Dòng Truyền giáo Thánh Tâm Chúa Giêsu và Mẹ Maria                     |                                                  |                                       | |
| M.S.S.P.     | Missionary Society of St. Paul                                                   | Dòng Truyền giáo Thánh Phaolô                                         |                                                  |                                       | |
| N.D.C.       | Sisters of Our Lady of the Cross                                                 | Dòng Các Nữ Tu Đức Bà Thánh Giá                                       |                                                  |                                       | |
| Obl. S.B.    | Oblate of St. Benedict                                                           | Dòng Oblate Thánh Biển Đức                                            |                                                  |                                       | |
| O.Carm.      | Order of the Brothers of the Blessed Virgin Mary of Mount Carmel (Carmelites)    | Dòng Anh Em Đức Trinh Nữ Maria Diễm Phúc Núi Cát Minh                 | Một nhóm các ẩn sĩ đầu tiên trên Núi Cát Minh    | khoảng 1155 trên Núi Cát Minh, Israel | https://dongcatminh.org/ |
| O. Cist.     | Order of Cistercians                                                             | Dòng Xitô                                                             |                                                  |                                       | |
| O.C.D.       | Order of Discalced Carmelites                                                    | Dòng Cát Minh Cải tổ (Cát Minh Tê-rê-sa)                              |                                                  | 1593                                  | |
| O.C.R.       | Order of Cistercians, Reformed (Trappist)                                        | Dòng Xitô Cải Cách                                                    |                                                  |                                       | |
| O.C.S.O.     | Order of Cistercians of the Strict Observance (Trappists)                        | Dòng Xitô Khổ Tu                                                      |                                                  |                                       | |
| O.F.M.       | Order of Friars Minor (Franciscans)                                              | Dòng Phanxicô                                                         |                                                  |                                       | |
| O.F.M. Cap.  | Order of Friars Minor Capuchin (Capuchins)                                       | Dòng Các Thầy Tiểu Đệ Capuchin                                        |                                                  |                                       | |
| O.F.M. Conv. | Order of Friars Minor Conventual (Convential Franciscans)                        | Dòng Phanxicô Viện Tu                                                 |                                                  |                                       | |
| O.F.M.I.     | Order of Friars of Mary Immaculate (Franciscans)                                 | Dòng Các Thầy Vô Nhiễm Mẹ Maria                                       |                                                  |                                       | |
| O.H.         | Hospitallers Order of St. John of God                                            | Dòng Trợ Thế Thánh Gioan Thiên Chúa                                   |                                                  |                                       | |
| O.H.F.       | Missionary Oblates of Mary Immaculate                                            | Dòng Truyền giáo Vô Nhiễm Mẹ Maria                                    |                                                  |                                       | |
| O. Mar.      | Maronite                                                                         | Dòng Maronite (nghi lễ Đông Phương)                                   |                                                  |                                       | |
| O.M.C.       | Order of Merciful Christ                                                         | Dòng Chúa Kitô Nhân Từ                                                |                                                  |                                       | |
| O.M.I.       | Missionary Oblates of Mary Immaculate                                            | Dòng thừa sai Hiến Sĩ Đức Mẹ Vô Nhiễm                                 | st Eugene de Mazenod                             | 25/01/1816                            | |
| O.M.V.       | Oblates of the Virgin Mary                                                       | Dòng Oblates Trinh Nữ Maria                                           |                                                  |                                       | |
| O.P.         | Order of Friars Preachers (Dominicans)                                           | Dòng Các Cha Thuyết Giáo (Dòng Đa Minh)                               |                                                  |                                       | |
| O.P.B.       | Oblates of the Precious Blood                                                    | Dòng Oblates Máu Chúa                                                 |                                                  |                                       | |
| O.S.A.       | Order of St. Augustine (Augustinians)                                            | https://augustinians.netDòng Thánh Augustinô                          |                                                  | 1244                                  | |
| O.S.B.       | Order of St. Benedict                                                            | Dòng Thánh Biển Đức                                                   |                                                  |                                       | |
| O.S.B.       | Benedictine Sisters                                                              | Các Nữ Tu Dòng Biển Đức                                               |                                                  |                                       | |
| O.S.Cr.      | Order of the Holy Cross                                                          | Dòng Thánh Giá                                                        |                                                  |                                       | |
| O.S.F.S.     | Order of St. Francis de Sales                                                    | Dòng Thánh Phanxicô thành Sales                                       |                                                  |                                       | |
| O.S.J.       | Oblates of St. Joseph                                                            | Dòng Oblates Thánh Giuse                                              |                                                  |                                       | |
| O.S.S.R.     | Order of the Most Holy Redeemer                                                  | Dòng Thiên Chúa Cứu Thế                                               |                                                  |                                       | |
| O.Ss.S.      | Brigittine Monks                                                                 | Dòng Các Thầy Brigittine                                              |                                                  |                                       | |
| O.SS.T       | Order of the Most Holy Trinity                                                   | Dòng Chúa Ba Ngôi                                                     | John of Matha                                    | 1198                                  | |
| O.S.U.       | Ursuline Sisters of the Roman Order                                              | Dòng Các Nữ Tu Ursuline trụ sở tại Rôma                               |                                                  |                                       | |
| O.S.V.       | Ursuline Sisters of the Blessed Virgin Mary                                      | Dòng Các Nữ Tu Ursuline Trinh Nữ Maria                                |                                                  |                                       | |
| P.C.         | Poor Clares                                                                      | Dòng Thánh Clare Hèn Mọn                                              |                                                  |                                       | |
| P.C.P.A.     | Poor Clares of Perpetual Adoration                                               | Dòng Thánh Clare Hèn Mọn Hằng Tôn Kính                                |                                                  |                                       | |
| P.I.M.E.     | Pontifical Institute for Foreign Missions                                        | Dòng Truyền giáo Nước Ngoài của Học viện Giáo hoàng                   |                                                  |                                       | |
| P.M.         | Sisters of the Presentation of Mary                                              | Dòng Các Nữ Tu Đức Mẹ Đi Thăm Viếng                                   |                                                  |                                       | |
| P.S.S.       | Society of Priests of Saint Sulpice (Sulpitians)                                 | Hội Linh mục Xuân Bích                                                |                                                  |                                       | |
| R.D.C.       | Religious of Divine Compassion                                                   | Dòng Trắc Ẩn Thiên Chúa                                               |                                                  |                                       | |
| R.G.S.       | Religious of the Good Shepherd (Sisters)                                         | Dòng Các Nữ Tu Mục Tử Nhân Lành                                       |                                                  |                                       | |
| R.M.I.       | Religious of Mary Immaculate                                                     | Dòng Đức Mẹ Vô Nhiễm                                                  |                                                  |                                       | |
| R.S.C.       | Religious Sisters of Charity                                                     | Dòng Các Nữ Tử Bác Ái                                                 |                                                  |                                       | |
| R.S.M.       | Sisters of Mercy                                                                 | Dòng Các Nữ Tu Nhân Lành                                              |                                                  |                                       | |
| R.V.M.       | Religious of the Virgin Mary                                                     | Dòng Trinh Nữ Maria                                                   |                                                  |                                       | |
| S.A.C.       | Sisters of the Guardian Angel                                                    | Dòng Các Nữ Tu Thiên Thần Bản Mệnh                                    |                                                  |                                       | |
| S.C.         | Sisters of Charity                                                               | Dòng Các Nữ Tu Bác Ái                                                 |                                                  |                                       | |
| S.C.         | Servants of Charity                                                              | Dòng Các Tôi Tớ Bác Ái                                                |                                                  |                                       | |
| S.C.         | Brothers of the Scared Heart                                                     | Dòng Các Thầy Thánh Tâm                                               |                                                  |                                       | |
| S.C.J        | Priests of the Sacred Heart of Jesus                                             | Dòng Linh mục Thánh Tâm Chúa Giêsu                                    | Fr. Léon Dehon                                   | 28/06/1878                            | https://linhmucthanhtamvn.com/ |
| Sch.P        | Order of the Pious Schools (Piarist Fathers)                                     | Dòng Linh mục Piarist                                                 | St. Joseph Calasanz                              | 1617                                  | https://www.donglinhmucpiarist.com/ https://scolopi.org/somos/                                                                                |
| S.D.B.       | Salesians of Saint John Bosco                                                    | Tu Hội Saledieng Don Bosco                                            |                                                  |                                       | |
| S.D.D.       | Domus Dei Clerical Society Of Apostolic Life                                     | Tu Đoàn Tông Đồ Giáo Sĩ Nhà Chúa                                      |                                                  |                                       | |
| S.D.S.       | The Society Of The Divine Savior (SALVATORIANS)                                  | Dòng Chúa Cứu Độ                                                      | Chân Phước Phanxicô Maria Thánh Giá Jordan       | 1881                                  | https://www.facebook.com/dongchuacuudo/ |
| S.V.D.       | Societas Verbi Divini                                                            | Dòng Ngôi Lời                                                         |                                                  |                                       | |
| S.L.         | Sisters of Loretto                                                               | Các Nữ Tu Loretto                                                     |                                                  |                                       | |
| S.J.         | Societatis Iesu (Latin), The Society of Jesus (or Jesuits)                       | Dòng Chúa Giê-su (Dòng Tên)                                           | Inhaxiô nhà Loyola                               |                                       | |
| S.M.         | Society of Mary (Marianist Fathers)                                              | Các Cha Dòng Marian                                                   |                                                  |                                       | |
| S.M.I.       | Sisters of Mary Immaculate                                                       | Dòng Các Nữ Tu Vô Nhiễm Maria                                         |                                                  |                                       | |
| S.M.M.       | Montfort Society of Mary (Montfort Fathers)                                      | Các Cha Dòng Montfort                                                 |                                                  |                                       | |
| S.M.V.       | Society Missionaries of Vietnam                                                  | Hội Thừa Sai Việt Nam                                                 | Hội đồng Giám mục Việt Nam                       | 1971                                  | |
| S.N.D.       | Sisters of Notre Dame                                                            | Dòng Con Đức Bà                                                       |                                                  |                                       | |
| SOLC         | Sisters of Our Lady of Calvary                                                   | Dòng Đức Mẹ Can Vê                                                    | Chân Phước Pierre Bonhomme                       | 1833                                  | " Gương mẫu của tôi là Đức Ki-tô" Pierre Bonhomme https://www.facebook.com/ducmecanve/?locale=vi_VN                                           |
| S.O.L.M.     | Sisters of Our Lady of Mercy                                                     | Dòng Đức Bà Nhân Từ                                                   |                                                  |                                       | |
| S.O.L.T.     | Sisters of Our Lady of Most Holy Trinity                                         | Dòng Đức Bà Chúa Ba Ngôi                                              |                                                  |                                       | |
| S.S.A.       | Sisters of St. Ann                                                               | Dòng Thánh Anna                                                       |                                                  |                                       | |
| S.S.B.       | Sisters of St. Brigid                                                            | Dòng Thánh Brigid                                                     |                                                  |                                       | |
| S.S.C.       | Franciscan Servants of the Sacred Heart                                          | Các Tôi Tớ Thánh Tâm Phanxicô                                         |                                                  |                                       | |
| S.S.C.M.     | Servants of the Holy Heart of Mary                                               | Các Tôi Tớ Trái Tim Mẹ                                                |                                                  |                                       | |
| S.S.M.N.     | Sisters of St. Mary of Namur                                                     | Dòng Các Nữ Tu Mẹ Maria hiện ra tại Namur                             |                                                  |                                       | |
| S.S.S.       | Congregation of the Blessed Sacrament                                            | Dòng Thánh Thể                                                        |                                                  |                                       | |
| S.U.         | Society of the Sisters of St. Ursula                                             | Dòng Các Nữ Tu Thánh Ursula                                           |                                                  |                                       | |
| C. M         | The Congregation of the Mission (Latin: Congregatio Missionis)                   | Tu Hội Truyền Giáo Thánh Vinh Sơn                                     | Saint Vincent de Paul                            | 1625                                  | |
| S.X.         | Xaverian Missionary Fathers                                                      | Dòng Các Cha Truyền giáo Xaverian                                     |                                                  |                                       | |
| V.S.C.       | Vincentian Sisters of Charity                                                    | Dòng Các Nữ Tu Bác Ái Vinh Sơn                                        | Lm Vinh Sơn                                      | 1617                                  | |
| F.M.S.R      | Congregation of the Daughters of Our Lady of the Holy Rosary of Bui Chu          | DÒNG CHỊ EM CON ĐỨC MẸ MÂN CÔI BÙI CHU                                | ĐỨC CHA ĐÔMINICÔ MARIA HỒ NGỌC CẨN               | 1936                                  | https://dongmancoibuichu.com/Trụ sở chính: Trung Linh, Xuân Ngọc, Xuân Trường, Nam Định, VN                                                   |
| O.P          |                                                                                  | HIỆP HỘI ĐA MINH TIN MỪNG                                             | Đức Cha Phaolô Nguyễn Thái Hợp                   | 24/5/2015                             | https://daminhtinmung.org/Trụ sở chính của Hiệp Hội tọa lạc tại xứ Yên Đại, Đường Mai Lão Bạng, Xóm 7, Nghi Phú, Thành phố Vinh, tỉnh Nghệ An |